# Sam u kući 3
Sam u kući 3 (eng. Home Alone 3), američka obiteljska kriminalistička komedija iz 1997. Treći je film iz franšize Sam u kući i prvi u kojem ne glumi Macaulay Culkin. Radnja filma vrti se oko bolesnog dječaka koji se bori za dom protiv lopova koji žele ukrasti vrijedni mikročip.

## Radnja
Peter Beaupre, Alice Ribbons, Burton Jernigan i Earl Unger su međunarodno traženi kriminalci koji rade za sjevernokorejsku komunističku terorističku organizaciju. Nakon krađe vrijednog američkog mikročipa, kriminalci ga stave u dječji autić, ali u zračnoj luci paketi se zamijene i autić dobije gospođa Hess, čikaška umirovljenica koja ga pokloni Alexu, dječaku iz susjedstva koji joj je očistio snijeg na prilazu. Alex se vraća kući i otkriva da ima vodene kozice. Idućeg dana, Alex otkriva lopove u susjednoj kući i zove policiju, ali oni pobjegnu pa mu nitko ne vjeruje. Sutradan se ponovi isto, ali Alex snimi Beauprea s kamerom koju je pričvrstio za autić. Nakon što se ponovno domogne autića, Alex otkriva mikročip i obavijesti američko ratno zrakoplovstvo.
Tijekom snježne oluje koja se javlja iznad Chicaga, kriminalci odluče napokon napasti Alexa i oteti mu mikročip. Prije toga, Alice i Beaupre prevare i zatoče gđu Hess u garaži. Istovremeno, Alex se zabarikadira u kući i postavi mnoge zamke, a planira i iskoristiti svoje ljubimce, mišicu Doris i bratovu papigu. Nakon mnogo neuspjeha, napokon uspijevaju ući u kuću, ali Alex im i dalje izmiče. Preko dizala bježi iz kuće u dvorište i obrati se lopovima, nakon čega Jernigan i Unger završe u ledenom bazenu, a Alice na dnu dizala. Alex odlazi u garažu gđe Hess i pokuša je osloboditi, ali se pojavi Beaupre i natjera ga da mu da čip. Međutim, Alex ga prestraši lažnim pištoljem i on pobjegne od straha.
U međuvremenu, agenti FBI-ja doznaju za mikročip i odlaze u pomoć Alexu. Alex biva ponovno ujedinjen sa svojom obitelji, a policajci uhićuju Alice, Jernigana i Ungera. Beaupre se sakrio u snježnoj kućici u dnu vrta, ali ga otkriva papiga koja prijeti da će dignuti kućicu u zrak. Beaupre je pokuša podmititi keksom, ali papiga traži dvostruko ili ništa. Stoga snježna kućica odleti u zrak, a ranjenog Beauprea uhićuje poglavnik FBI-ja nakon 7 godina lova na njega. Alex, obitelj i prijatelji slave u svojoj kući, a zatvorenici su slikani i čini se da su dobili vodene kozice od Alexa.

## Uloge
- Alex D. Linz kao Alex Pruitt
- Olek Krupa kao Peter Beaupre
- Rya Kihlstedt kao Alice Ribbons
- Lenny von Dohlen kao Burton Jernigan
- David Thornton kao Earl Unger
- Haviland Morris kao Karen Pruitt
- Kevin Kilner kao Jack Pruitt
- Marian Seldes kao gospođa Hess
- Seth Smith kao Stan Pruitt
- Scarlett Johansson kao Molly Pruitt
- Christopher Hurry kao agent Stuckey
- Baxter Harris kao policijski poglavar
- James Saito kao kineski mafijaš
- Darren Knauss kao papiga (glas)
- Freeman Coffey kao činovnik za novačenje